# Indian Wells Open 2001
L'Indian Wells Open 2001 è stato un torneo professionistico di tennis giocato sul cemento. 
È stata la 28ª edizione dell'Indian Wells Open, faceva parte della categoria ATP Masters Series nell'ambito dell'ATP Tour 2001, e della Tier I nell'ambito del WTA Tour 2001. 
Sia il torneo maschile che quello femminile si sono giocati all'Indian Wells Tennis Garden di Indian Wells in California, dall'8 al 18 marzo 2001.

## Il caso Williams
Il comportamento del pubblico durante il torneo di Indian Wells 2001 è la principale causa del successivo boicottaggio del torneo da parte delle sorelle Williams.
Nelle semifinali si sarebbero dovute incontrare Venus e Serena ma a pochi minuti dell'inizio e con gli spalti già pieni venne annunciato il ritiro della sorella più grande, cosa che causò le ovvie proteste del pubblico e oltre 10,000 richieste di rimborso nei giorni successivi.
Durante la finale tra Serena e Kim Clijsters il pubblico prese la parte della belga riservando fischi e insulti alla Williams e ai familiari in tribuna. Dopo l'incontro il padre delle tenniste accusò il pubblico di insulti razzisti e da allora entrambe le sorelle Williams boicottarono il torneo californiano nonostante le penalizzazioni in classifica e le multe per aver saltato un torneo obbligatorio.
Dopo quattordici anni Serena Williams interrompe il boicottaggio e torna in campo ai Indian Wells Open 2015.

## Campioni

### Singolare maschile
Andre Agassi ha battuto in finale  Pete Sampras con il punteggio di 7–6(5),7-5,6-1

### Singolare femminile
Serena Williams ha battuto in finale  Kim Clijsters con il punteggio di 4–6, 6–4, 6–2

### Doppio maschile
Wayne Ferreira /  Evgenij Kafel'nikov hanno battuto in finale  Jonas Björkman /  Todd Woodbridge con il punteggio di 6–2, 7–5

### Doppio femminile
Nicole Arendt /  Ai Sugiyama hanno battuto in finale  Virginia Ruano Pascual /  Paola Suárez con il punteggio di 6–4, 6–4